# Женска рагби 7 репрезентација Србије
Женска рагби 7 репрезентација Србије представља Србију у олимпијском спорту рагбију седам.

## Тренутни састав
- Исидора Савковић - Капитен
- Јована Миланко
- Снежана Попадић
- Јелена Старчевић
- Зора Бељић
- Јасна Симовић
- Марија Томић
- Марија Златковић
- Марија Маслаковић
- Ивана Срејић
- Сања Ристић
- Марија Стефановска